# Orellana de la Sierra
Pour les articles homonymes, voir Orellana.
Orellana de la Sierra est une commune et une localité espagnole située en Estrémadure dans la province de Badajoz.

## Population
La commune compte 244 habitants en 2020.

## Situation
Voisine d'Orellana la Vieja, Orellana de la Sierra se trouve sur la rive droite du fleuve Guadiana, une quarantaine de kilomètres à l'est de Villanueva de la Serena.
La commune s'étend du lac d'Orellana à la commune de Navalvillar de Pela.
Elle appartient au district judiciaire de Villanueva de la Serena dans la comarque Vegas Altas

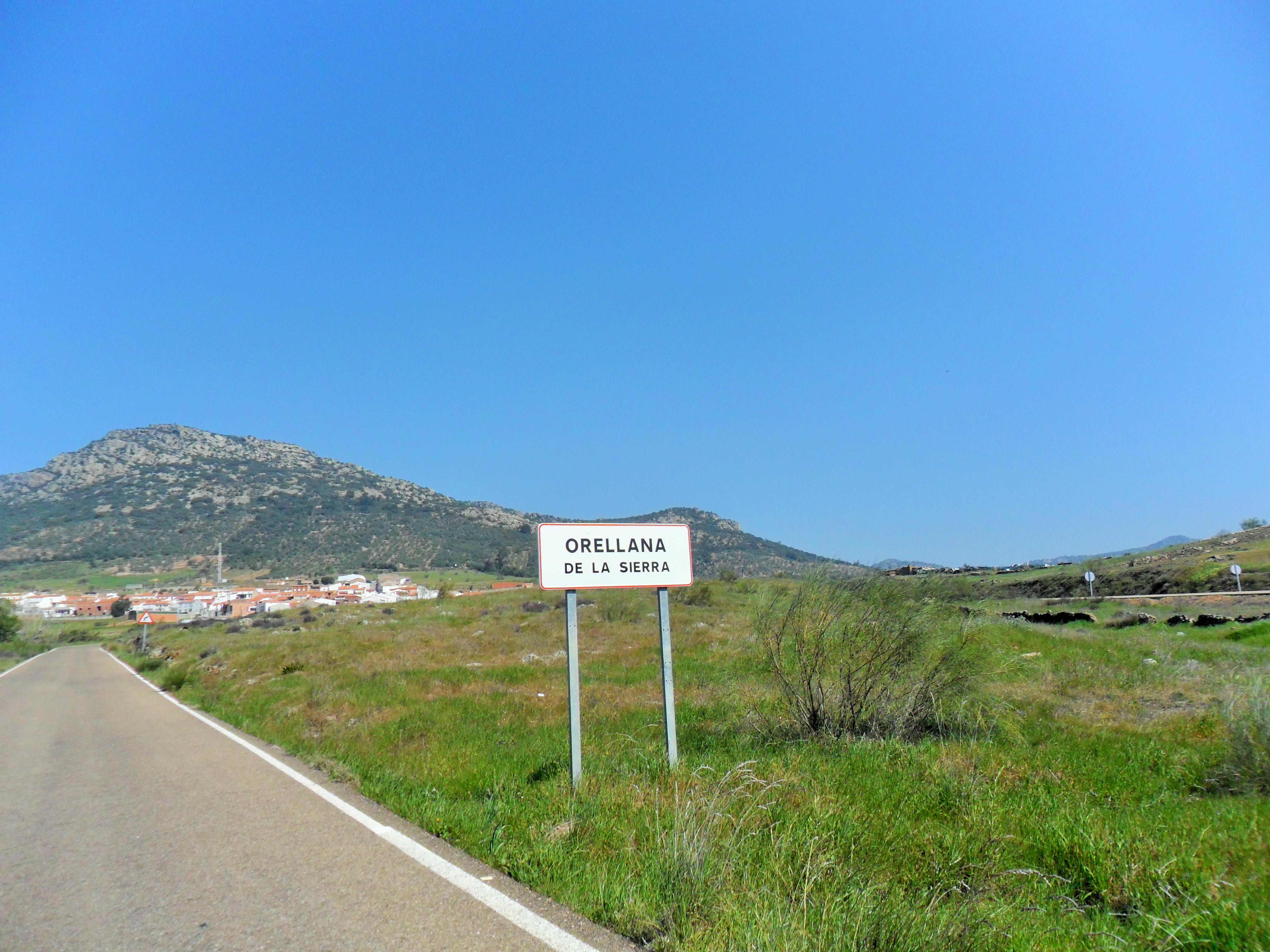
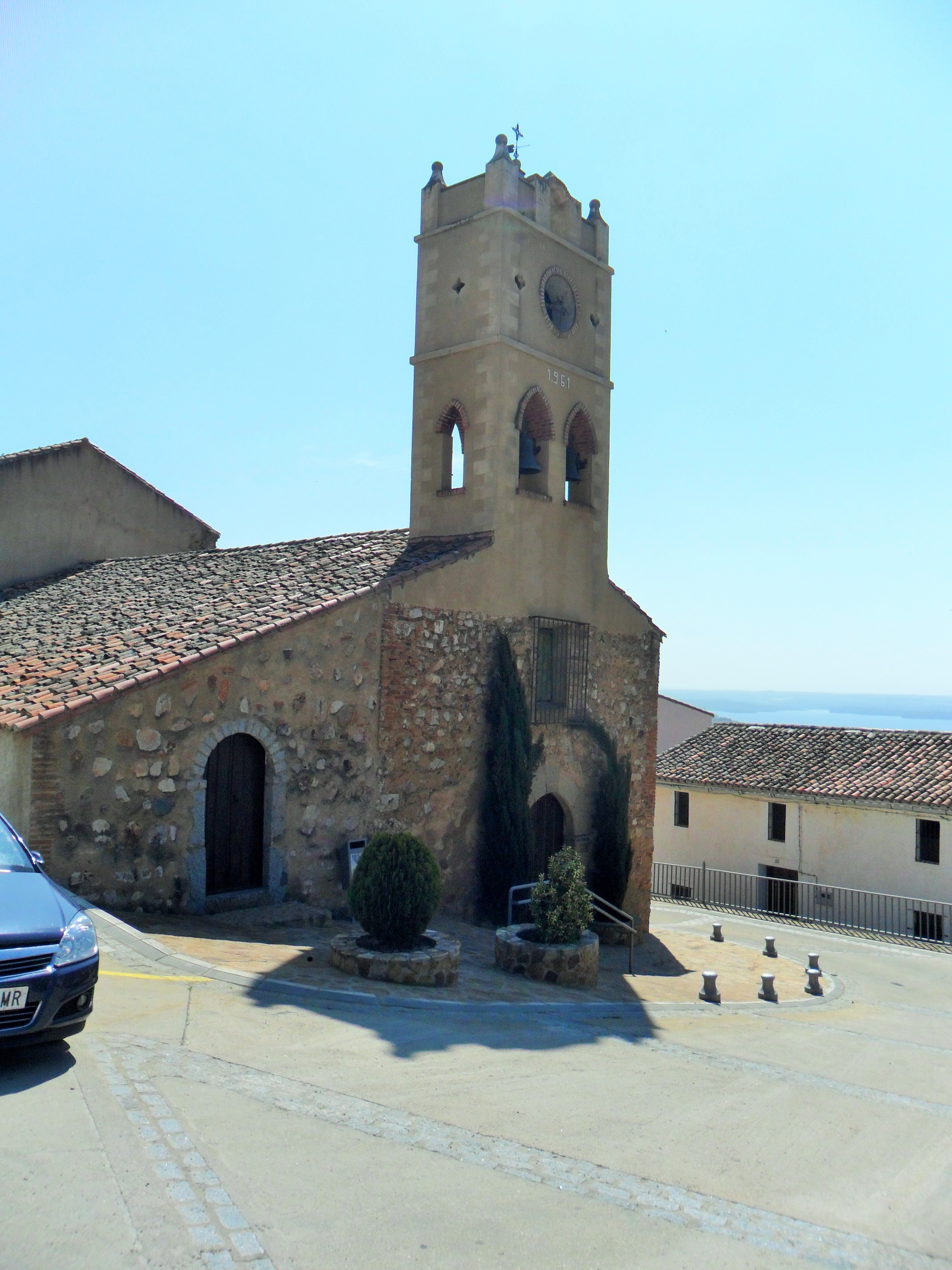